# 文峰镇 (巫溪县)
文峰镇，是中华人民共和国重庆市巫溪县下辖的一个乡镇级行政单位。

## 行政区划
文峰镇下辖以下地区：
文峰社区、银峰村、长沙村、长兴村、三宝村、三星村、人和村、利民村、燕岭村、金盆村、农庆村、文峰村、松涛村、思源村、建楼村和正溪村。